# Arenahalli, Krishnarajpet
Arenahalli là một làng thuộc tehsil Krishnarajpet, huyện Mandya, bang Karnataka, Ấn Độ.